# Cédric Amissi
Cédric Amissi (ur. 20 marca 1990 w Bużumburze) – burundyjski piłkarz występujący na pozycji pomocnika. W sezonie 2022/2023 zawodnik saudyjskiego klubu [[[Al Qadsiah FC]].

## Kariera klubowa
Amissi karierę rozpoczynał w 2009 roku w zespole Prince Louis FC z Ligue A. W 2011 roku spadł z nim do Ligue B. Na początku 2012 roku podpisał kontrakt z rwandyjskim Rayon Sports FC. W 2014 przeniósł się do klubu - FC Chibuto z Mozambiku. Zimą 2017 roku trafił do Europy, a konkretnie do klubu União Madeira. Związał się z nim umową na 1,5 roku. Po zaledwie pół roku spędzonym w Portugalii odszedł do Al-Taawon. W latach 2022–2023 grał w Al Qadsiah FC.

## Kariera reprezentacyjna
W reprezentacji Burundi Amissi zadebiutował 2 grudnia 2009 roku w przegranym 0:2 meczu CECAFA Cup 2009 z Ugandą. W 2019 roku był w kadrze Burundi na Puchar Narodów Afryki 2019.